# Приёмная комиссия
Приёмная коми́ссия — уполномоченное собрание представителей среднего или высшего образовательного учреждения во главе с председателем приёмной комиссии, занимающееся регулировкой процесса перехода учащихся от начальной и средней общеобразовательных ступеней к высшей. Таким образом, желающие получить высшее образование превращаются из школьников в абитуриентов, подавших заявление о приёме и прочий набор требуемых документов (аттестат или диплом и т. д.), и, наконец, в студентов в случае успешной сдачи экзаменов и прохождения по конкурсу.